# Tokoljak
Tokoljak (cyr. Токољак) – wieś w Bośni i Hercegowinie, w Republice Serbskiej, w gminie Srebrenica. W 2013 roku liczyła 68 mieszkańców.